# Sint-Antonius Abtkerk (Acht)
De Sint-Antonius Abtkerk is de parochiekerk van het tot Eindhoven behorende kerkdorp Acht. Ze is gelegen aan IJsselstraat 4.

## Geschiedenis
Acht behoorde vanouds tot de parochie Woensel, maar bezat zeker al in de 16e eeuw een kapel die gewijd was aan Antonius Abt. Deze kapel werd in 1648 gesloten en werd sindsdien als tiendschuur en, in de 19e eeuw, als woonhuis gebruikt. Vanaf 1715 bezat Acht ook een schuurkerk.
De huidige kerk werd gebouwd in 1886. Architect was Lambertus Christianus Hezenmans (1841-1909). Het was een eenbeukige bakstenen basiliek met westtoren, geflankeerd door een rond traptorentje. Op het dak bevindt zich nog een dakruitertje.
In 1926 werd bij de kerk een Heilig Hartbeeld van Jan Custers geplaatst. Twee jaar later werd het kerkgebouw met twee zijbeuken uitgebreid. Ook in 1951 vond nog uitbreiding plaats.
Sedert 2005 is er in de kerk een Verschueren-orgel geplaatst, dat afkomstig is uit de kapel van de Broeders van Maastricht aan de Postjesweg te Amsterdam.